# Affaire Priore
 (septembre 2022).
 (septembre 2022).
L'affaire Priore repose sur la prétendue découverte par un technicien en électricité et électronique Antoine Priore (francisé ultérieurement en Prioré), né à Trieste en Italie, le 10 avril 1912 et mort  à Bordeaux le 9 mai 1983, d'un rayonnement électromagnétique complexe supposé guérir le cancer baptisé « onde Priore ». À partir de 1960, il construit chez lui, d'abord seul puis avec l'assistance de l'entreprise Leroy-Somer, plusieurs machines successives de dimensions de plus en plus imposantes.  
Malgré certains résultats obtenus sur des animaux, avec le concours de scientifiques et donnant lieu à une dizaine de communications officielles à l’académie des sciences, le traitement de tumeurs cancéreuses humaines, jamais officiellement réalisé dans des conditions scientifiques, n'est pas démontré.. 
L'affaire fait l'objet de longues et virulentes controverses entre scientifiques de très haut niveau, Priore ayant aussi le soutien de personnalités politiques de premier plan, dont Jacques Chaban-Delmas. Obsédé par le souci paranoïaque de garder le secret sur ses découvertes, Antoine Priore meurt dans la pauvreté en 1983, sans laisser de documents permettant de connaître le détail du fonctionnement de son procédé.

## Biographie d'Antoine Priore
Né en Italie, et y vivant jusqu'en 1944, Antoine Priore est diplômé à 18 ans par l'école d'électricité Alessandro Volta et suit ensuite des cours à l'école supérieure d'électronique de Bologne. Bien que possédant un petit bagage de connaissances, il est considéré ultérieurement par les scientifiques comme un autodidacte intégral, mais de compétence reconnue en tant qu'ingénieur électricien.
Officier radariste dans la marine royale italienne pendant la Seconde Guerre mondiale; il fait, au cours d'une mission en Albanie, une découverte qui déclenchera ses recherches futures: des oranges oubliées plusieurs semaines dans un champ électromagnétique ont été parfaitement conservées.
Fait prisonnier en Grèce par les Allemands et d'abord interné près de Königsberg, ceux-ci l'utilisent comme technicien dans leurs différentes bases. En février 1944, il est affecté à la base sous-marine de Bordeaux. Avec la complicité de Louis Durand, un commissaire principal de police appartenant à la résistance, il s'en évade en août 1944 et rejoint le maquis F.T.P. en Dordogne où il prend part aux derniers combats pour la libération de la région.
Revenu à la vie civile, il s'installe à Bordeaux et y ouvre un petit atelier de réparation de postes de radio. Il complète ses revenus en travaillant le soir comme projectionniste dans une salle de cinéma. Il complète alors sa formation pendant une année. Faussement accusé d'avoir séduit deux jeunes filles, le hasard fait que l'affaire est suivie par le même commissaire Durand qui le prend alors sous sa protection. De ce fait, il noue de nombreux contacts dans les milieux de la police et de la résistance. Au bout de quelques années, il s'installe dans un petit pavillon à Floirac, dans la proche banlieue de Bordeaux, qui sera sa résidence pour le restant de sa vie. C'est dans une pièce de cette maison, et dans les bâtiments construits sur son terrain, qu'il entreprendra la construction de ses machines. Marié et père de trois enfants, il investit son temps et ses ressources dans des recherches dont il ne tire aucun profit, accumulant les dettes pour subvenir aux besoins de sa famille.
Antoine Priore s'exprime dans un français souvent incompréhensible : « le jargon du personnage, une sorte de sabir franco-italien parsemé de mots techniques, compliqués et savants... » contribue à lui donner une personnalité pittoresque. Il n'hésite pas à déclarer dans une émission télévisée qu'il ne délivrerait son secret qu'en échange de sommes astronomiques, sinon « ce serait trop facile, tout le monde il gagnerait des sous (sic) ».
Il se présente, non pas en bienfaiteur de l'humanité, mais plutôt comme le détenteur d'un secret industriel. Totalement imperméable à l'esprit scientifique, il a des relations difficiles, voire impossibles, avec les médecins qui cherchent à évaluer sa découverte.
Diabétique et victime en 1980 d'un AVC qui le rend hémiplégique, il meurt en mai 1983 dans un hôpital de Bordeaux des suites de ces deux affections.

## L'affaire Priore

### Recherches initiales
Durant toutes les années de guerre, Priore n’arrête pas de repenser aux implications possibles de sa découverte fortuite, en Albanie, d’oranges a priori conservées de façon anormale par un rayonnement électromagnétique. Dès qu’il est socialement installé dans une activité de dépannage d'appareils radio-électrique dans la journée et de projectionniste le soir,  il entreprend d’essayer, sans grands résultats, de mettre au point un appareil permettant de stopper le développement des moisissures et des bactéries. En 1949, ses retrouvailles fortuites avec le commissaire Durand lui permettent de prendre contact, par son intermédiaire, avec le docteur Berlureau, le vétérinaire, directeur des abattoirs de Bordeaux. Priore obtient de Jacques Chaban-Delmas, récemment élu maire de Bordeaux, l'accord d'utiliser pour ses recherches les équipements du laboratoire des abattoirs. Commence alors une série de mesures et d’expériences, menées dans le plus grand flou, et la construction d’un premier appareil, de petite taille, dont il ne reste aucune trace. Le docteur Berlureau, qui deviendra son mentor, lui fournit des fragments d’animaux pour ses expériences et lui communique une plaquette, rédigée par Charles Laville, un ingénieur ESE, intitulée « Le cancer, dérangement électrique ». Ce document, truffé d’affirmations péremptoires sans bases scientifiques, telles que : « le cancer marque un dérangement dans le fonctionnement électrique normal de l’être », devient la source d’inspiration du chercheur amateur.
En 1953, survient, un évènement décisif : une chatte âgée, atteinte d’une tumeur aux mamelles, est confiée au docteur Berlureau pour être opérée. Avant traitement, un prélèvement est envoyé au professeur Drieux, professeur d'anato-histo-pathologie à École nationale vétérinaire d'Alfort, lequel relève (rapport 6808) « une tendance à l'évolution maligne ». Exposée au  rayonnement de l’appareil de Priore pendant deux semaines, à raison d’une demi-heure chaque jour, sa tumeur régresse. Un nouveau prélèvement, envoyé au professeur Drieux sans indiquer le lien avec l'envoi précédent, provoque la réponse suivante (rapport 6811/ a et b) « ...ne présente que l'aspect de l’adénome carcineux...qui est fréquent dans les tumeurs mammaires des félins ». À la suite du traitement, la tumeur en évolution maligne est devenue bénigne. Dès lors, la recherche du traitement du cancer devient l'objectif fondamental des recherches empiriques de Priore.

### Traversée du désert
Le 12 juin 1953, un courrier envoyé à l'institut du cancer à Villejuif, pour l'informer des résultats constatés et demander l'envoi d'animaux porteurs de cancers expérimentaux, reste sans réponse. En 1954, Priore prend contact avec le professeur Lachapèle, responsable du centre anticancéreux de Bordeaux et lui propose d'effectuer, sous son contrôle, des expériences sur des animaux cancéreux, mais celui-ci refuse.

### Début des expériences sur le traitement du cancer
Fin 1959, il rencontre Francis Tayeau, vice-doyen de la faculté de médecine de Bordeaux, qui le met en contact avec deux chercheurs cancérologues : G. Biraben, chef de travaux en anatomie pathologique, et son assistant J. Belmon. C'est à partir de ce moment que ses recherches sur le traitement du cancer vont réellement démarrer. Dès 1960, il met au point une machine artisanale génératrice d'un « rayonnement électromagnétique pulsé et d'un champ magnétique ». Une première expérience est entreprise par ces deux chercheurs sur un lot de 60 rats porteurs d'une tumeur expérimentale dite « T8 ».
Ce lot est séparé en trois groupes de 20. Le premier groupe est conservé comme groupe témoin, le second est traité classiquement par des rayons X et le dernier est traité par l'appareil de Priore. Le groupe traité aux rayons X réagit de la façon habituelle : la tumeur est ralentie pendant une courte période, puis se développe à nouveau jusqu'à la mort de l'animal. Par contre, le groupe soumis aux ondes de Priore, à raison de deux fois 15 minutes par jour, s'il ne guérit pas, voit ses tumeurs réduire de 60 %, son temps de survie tripler et est beaucoup moins sujet aux métastases ganglionnaires. Forts de ces premiers résultats, les chercheurs multiplient les expériences en variant les paramètres, tandis que Priore modifie les réglages de son installation, qu'il est le seul à maîtriser, avec des résultats allant parfois jusqu'à la guérison. 
Pour des motifs de priorités personnelles des deux chercheurs, ces résultats ne seront publiés qu'en février 1966, sous forme d'un mémoire intitulé « La croissance du carcinome de Guérin sous l'action de champs magnétiques ». 
Le caractère novateur n'est pas dans la résorption de la tumeur : il s'agit d'une tumeur greffée qui ne présente pas la même malignité qu'une tumeur naturelle et il est facile d'en obtenir l'élimination. Mais dans l'absence d'effets secondaires nocifs, contrairement à la chimiothérapie ou à la radiothérapie. 
Selon Pierre Darmon : « on peut être sceptique et il n'est pas impossible que l'effet Priore corresponde au besoin de rêver » qui cite aussi Simon Schraub, « le mystère demeure sur la valeur du rayonnement mis au point par Priore »,.

### Traitements clandestins de malades cancéreux
Ce qui embarrasse par ailleurs les membres de la commission, ce sont les références aux traitements de malades cancéreux effectués plus ou moins clandestinement par Priore depuis plusieurs années. Une lettre ambigüe du docteur Grenoillau, inspecteur divisionnaire de la santé de la région de Bordeaux, traduit cet embarras :
« Il m'a été rapporté que vous auriez, à diverses reprises, utilisé certains procédés pour traiter des malades atteints d'affections cancéreuses. S'il paraît intéressant de poursuivre une étude expérimentale dans des conditions parfaitement définies et sous strict contrôle médical, en liaison avec le centre anticancéreux de Bordeaux, je souligne toutefois particulièrement à votre attention qu'aucun essai de traitement ne saurait être entrepris en dehors de ces conditions très précises, sans risques de poursuite pour exercice illégal de la médecine. »
Selon certaines rumeurs, les résultats seraient  « catastrophiques », le professeur Reboul, responsable du centre anticancéreux de Bordeaux, fait état des patients traités par Priore et venant mourir dans son service. Quelques indices paraissent indiquer que, dans certains cas, il s'est toutefois produit des améliorations sensibles de leur état, voire des guérisons, comme semblent l'établir des documents concernant deux malades mais, hors de leur contexte, ces éléments ne peuvent être considérés comme des preuves incontestables.

### Un brevet incompréhensible
Priore effectue, le 1er juin 1962, la démarche de dépôt d'un brevet d'invention qui lui est délivré le 7 octobre 1963 sous le no 342-772. Cependant, les quelque 600 lignes décrivant sa machine sont absolument incompréhensibles, tant sa description manque de précision et est émaillée d'affirmations dont la phraséologie paraît farfelue à des scientifiques. Par exemple : « En état d’équilibre normal, le noyau cellulaire est en charge positive, mais peut devenir à charge négative par suite de phénomènes analogues à une polarisation. » ou « ... le couple cellulaire noyau-protoplasme est doué de conductivité électrique directement en rapport avec les mouvements d'échanges ioniques provoqués par des phénomènes métaboliques. »
Pour les chercheurs professionnels des laboratoires et des grands instituts, c'est du charabia pseudo-scientifique, ce qui ne fait évidemment que renforcer la défiance à l'égard de l'autodidacte Priore. Dans une lettre du 9 avril 1965, le professeur André Lwoff qualifiera ce brevet de « tissu d'âneries ».

## Les appareils Priore

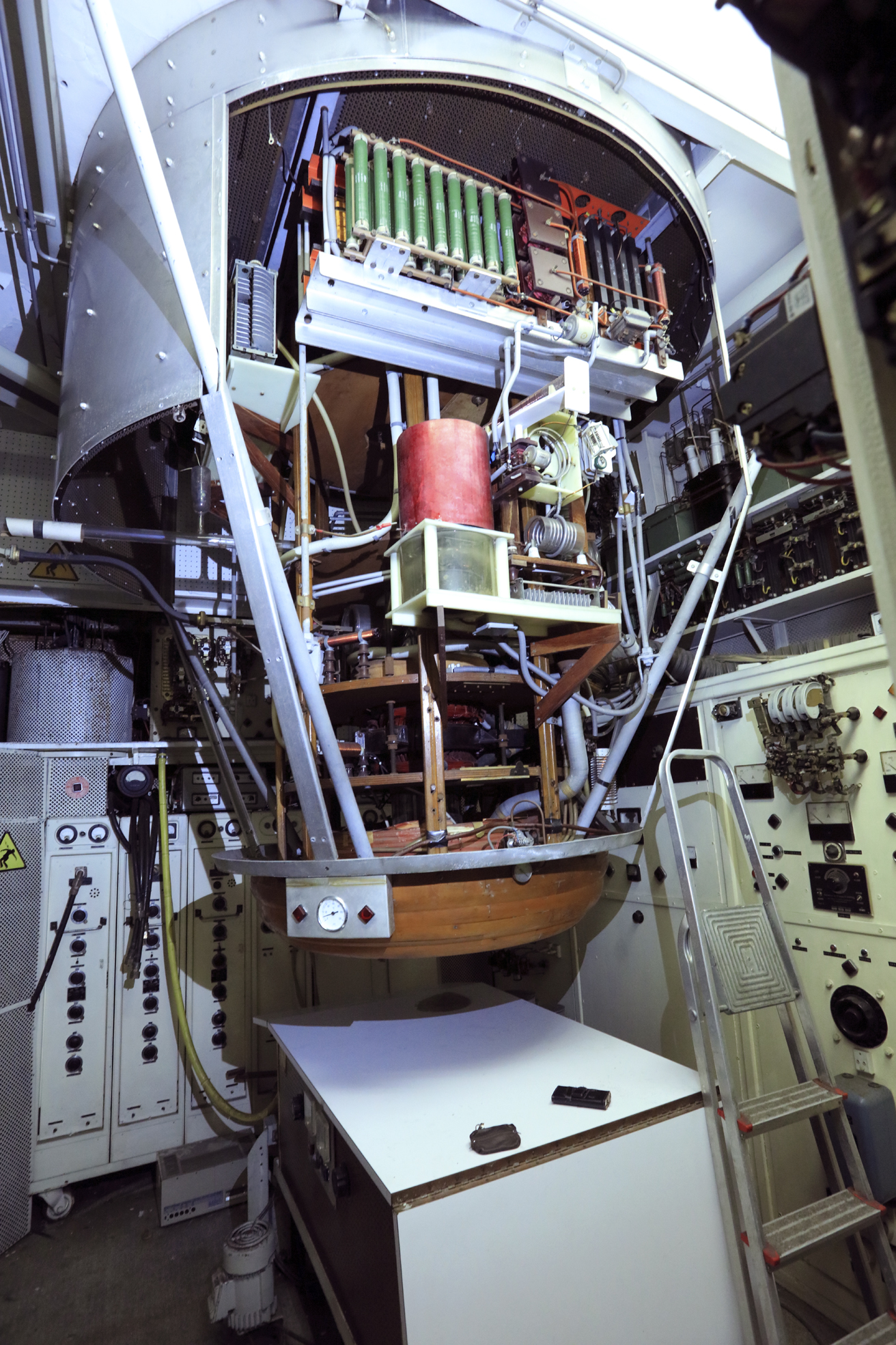
Appareil Priore capot ouvert

Outre les premières installations antérieures à 1957, dont il ne reste aucune trace à part une photographie, Priore construit quatre appareils pour ses essais, les deux premiers par lui-même, les seconds étant réalisés par la société Leroy-Somer, sous ses directives, dans des hangars extérieurs.

### Appareil M 600
La construction de cette énorme machine, également confiée à Leroy-Sommer, est entreprise en 1972. Pour satisfaire aux exigences de l'inventeur, il faut construire un ensemble de bâtiments hauts de plus de trois étages - qui englobe le pavillon où habitent toujours Priore et sa famille - et réaliser de nombreux exploits industriels inédits. La lampe principale, un tube en verre pyrex, haut de 6 mètres et d'un diamètre de 600 mm, doit être remplacée deux fois après des implosions accidentelles. L'appareil et son environnement technique pèsent une cinquantaine de tonnes, la bobine générant le champ magnétique de 5 000 gauss pesant, à elle seule, 3,5 tonnes. L'appareil a coûté trois millions et demi de francs.  Du fait de l'accumulation des problèmes techniques, l'installation n'est mise en route qu'en février 1975, et fonctionne 73 heures avant de tomber en panne à la suite de la destruction des trois générateurs de 20 MHz et 7,5 kW chacun. Priore conteste les simplifications introduites par Paul Ribeau, l'ingénieur chargé de la réalisation de l'appareil. Quelques cancéreux traités durant ce laps de temps auraient présenté une amélioration[réf. nécessaire], mais la machine ne fut jamais réparée, faute de crédits, le coût de la réparation étant prohibitif.  Le M 600 ne sera jamais remis en route.  La construction d'un appareil M 315, d'une taille intermédiaire entre le M 235 et le M 600, commencée ne fut jamais terminée.

### L'onde Priore
La prétendue « onde Priore » émise par ces appareils est restée une énigme. Selon son concepteur, il s'agit d'un mélange complexe de 17 rayonnements électromagnétiques, depuis la haute fréquence jusqu'à l'ultra haute fréquence et variant dans le temps. Et Priore d'affirmer:
...« L'énergie produite par la machine n'existe nulle part dans la nature et ne peut être reproduite par aucune autre machine sur terre ».
Des mesures des rayonnements émis sont effectuées, sur l'appareil P2, par deux ingénieurs du CNRS qui ont rédigé un rapport de synthèse, daté de juin 1971, adressé au CNRS et à la direction de la recherche et des moyens d'essais du ministère des armées qui en était la commanditaire, ainsi qu'une note adressée à l'académie des sciences. Il en ressort que les rayonnements émis dans le spectre visible et dans l'infrarouge n'ont aucun effet biologique, qu'il n'y a pas de rayonnement X et que l'on constate bien des champs électromagnétiques pulsés dans toute une gamme de fréquences, y compris d'hyperfréquences, mais à un niveau très faible qui ne génère aucun effet thermique significatif,.